# Jablanitsa (vattendrag)
Jablanitsa (bulgariska: Ябланица) är ett vattendrag i Bulgarien, på gränsen till Serbien.   Det ligger i regionen Pernik, i den västra delen av landet, 60 km väster om huvudstaden Sofia.
Omgivningarna runt Jablanitsa är en mosaik av jordbruksmark och naturlig växtlighet. Runt Jablanitsa är det glesbefolkat, med 9 invånare per kvadratkilometer.